# Lucio Elio Lamia Plaucio Eliano
Lucio Elio Lamia Plaucio Eliano (en latín: Lucius Aelius Lamia Plautius Aelianus; c. 45-81/96) fue un senador romano, que vivió a mediados del siglo I, descrito como "la más eminente entre las víctimas consulares" de Domiciano.

## Biografía
Juvenal usó a su familia como ejemplo representativo de la mayoría de las víctimas nobles de Domiciano; Lamia fue cónsul sufecto en el 80 junto a tres homólogos diferentes: Aulo Didio Galo Fabricio Veyentón, Quinto Aurelio Pactumeyo Frontón y Gayo Mario Marcelo Octavio Publio Cluvio Rufo.
Algunos académicos han concluido que Lamia era muy probablemente hijo de Tiberio Plaucio Silvano Eliano. Contrajo matrimonio con Domicia Longina, la hija del general Cneo Domicio Corbulón y Casia Longina. Se cree que su hijo fue Lucio Fundanio Lamia Eliano, nacido antes de que Domiciano les obligara a divorciarse.
Domicia fue seducida por Domiciano mientras su padre Vespasiano seguía en la provincia romana de Egipto en el año 70; posteriormente Domiciano obligó a Lamia a divorciarse de ella para poder tenerla para él. A pesar de ello, Lamia mantuvo su sentido del humor. Jones sospecha que fue este sentido del humor, en forma de bromas inofensivas dirigidas hacia el emperador, lo que causó su ejecución. Domiciano era incapaz de sobrellevar ningún tipo de crítica personal y existen amplios precedentes en las leyes de traición en las que eran aplicadas a raíz de escritos de este tipo.
- Prosopographia Imperii Romani A 205.
- Elimar Klebs, "Aelius 78)", RE, vol. I-1, Stuttgart, 1893, cols. 522-523.
- Paul A. Gallivan, "The Fasti for A.D. 70–96", The Classical Quarterly. 31-1, 1981, pp. 186–220, particularmente p. 189 y p. 196.